# هجرس ولفي
الهجرس الولفي (الاسم العلمي:Cercopithecus wolfi) (بالإنجليزية: Wolf's Mona Monkey)‏ هو نوع من الحيوانات يتبع جنس الهجرس من فصيلة سعادين العالم القديم.